# Miravé
Miravé és una de les cinc entitats de població del municipi de Pinell de Solsonès, a la comarca catalana del Solsonès.

## Situació i límits

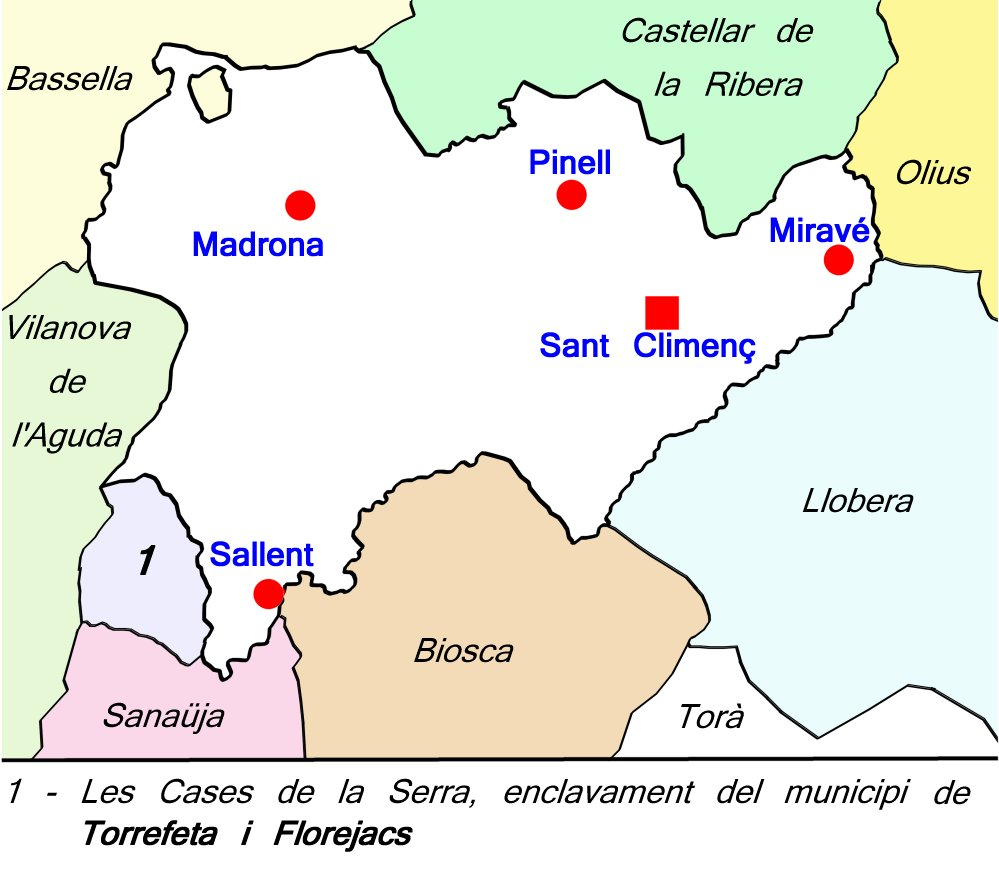
Mapa del municipi de Pinell de Solsonès amb les seves entitats de població i els municipis limítrofs.

Poble de poblament íntegrament dispers que abasta l'extrem nord-oriental del terme municipal, l'mita al nor-oest amb el poble de Clarà (municipi de Castellar de la Ribera), al nord-est amb el terme de Castellvell (del terme municipal d'Olius), al sud-est amb el terme de Llobera i al sud-oest amb el poble de Sant Climenç

## Poble
El nucli del poble es va formar a redós de la parròquia de Sant Pere de Miravé que està situada al tossal de Miravé, a uns 885 m. d'altitud.

## Demografia
| Evolució demogràfica |            |            |            |                   |                   |                   |       |
| Any                  | Nucli urbà | Nucli urbà | Nucli urbà | Poblament dispers | Poblament dispers | Poblament dispers | Total |
| Any                  | Homes      | Dones      | Total      | Homes             | Dones             | Total             | Total |
| 2000                 | 0          | 0          | 0          | 13                | 9                 | 22                | 22    |
| 2001                 | 0          | 0          | 0          | 11                | 6                 | 17                | 17    |
| 2002                 | 0          | 0          | 0          | 11                | 6                 | 17                | 17    |
| 2003                 | 0          | 0          | 0          | 9                 | 5                 | 14                | 14    |
| 2004                 | 0          | 0          | 0          | 12                | 6                 | 18                | 18    |
| 2005                 | 0          | 0          | 0          | 11                | 6                 | 17                | 17    |
| 2006                 | 0          | 0          | 0          | 11                | 5                 | 16                | 16    |
| 2007                 | 0          | 0          | 0          | 10                | 6                 | 16                | 16    |
| 2008                 | 0          | 0          | 0          | 10                | 7                 | 17                | 17    |
| Font: INE            |            |            |            |                   |                   |                   |       |

## Poblament
El poblament és íntegrament constituït per masies.
- Llista de masies de Miravé.

## Història

### Edificis històrics
Aquesta és la llista d'elements arquitectònics de Miravé que estan inclosos a l'Inventari del Patrimoni Arquitectònic de Catalunya:
- Capella de Sant Iscle.
- La Masia Xerpell
- La rectoria de Miravé.
- L'església de Sant Pere de Miravé
- La masia Xerpell del Pla.
- Can Ramon és una masia situada al camí de la dreta de la parròquia. És una de les masies més destacades del municipi per la seva forta i massiva estructura de planta quadrada i pels elements arquitèctonics defensius que conserva (matacans). Dintre de la propietat hi ha (o hi havia), la caseta de Can Ramon.[cal citació]

### Miravé al Madoz
A la pàgina 438 del Volum XI del «Diccionario» de Pascual Madoz publicat a Madrid el 1847, s'hi troba el següent text, traduït literalment del castellà i del qual s'han conservat les formes tipogràfiques i la transcripció literal dels topònims i hagiotònims locals que s'hi citen: 
«MIRAVER: localitat amb ajuntament a la província de Lérida (14 llegües), partit judicial i diòcesi de Solsona (1 llegua i 1/4), audiència territorial i capitania general de Barcelona (16 1/2). SITUADA sobre una altura en terreny muntanyós; CLIMA fred, vents del NE i s'hi pateixen febres catarrals i pulmonies. Es compon de 12 CASES disperses pel terme, i una església parroquial (San Pedro), de segon ascens i patronat real i eclesiàstic: d'ella depèn l'annex de Sant Climens, i està servida per un capellà rector. El TERME confina pel nord amb Clará (1/2 hora); per l'est amb Castellvell, a la mateixa distància; pel sud Llovera (1/2), i per l'oest. amb l'annex de Sant Climens (\). En ell s'hi troben alguns pous i basses. El TERRENY és muntanyós, de secà i de mitjana qualitat. Els CAMINS es dirigeixen a Solsona en dolentíssim estat, i la CORRESPONDÈNCIA es rep del mateix punt, PRODUCCIÓ: sègol, patates i glans; cria algun bestiar oví i porcí i caça de perdius, conills i algunes llebres, POBLACIÓ: 12 veïns, 40 habitants. RIQUESA IMPOSABLE: 30. 879 rals. CONTRIBUCIÓ: el 14,48 per 100 d'aquesta riquesa.»
A la pàg. 431 del Colum XIV, en el quadre estadístic que s'hi publica a propòsit del partit judicial de Solsona, s'hi citen, entre d'altres, les següents dades:
| Estadístiques municipals de Miraber |          |          |                  |                  |   |                                     |                                     |  |                   |                   |
| POBLACIÓ                            | POBLACIÓ |          | COMP. AJUNTAMENT | COMP. AJUNTAMENT |   | EXÈRCIT Joves allistats a l'edat de | EXÈRCIT Joves allistats a l'edat de |  | RIQUESA IMPOSABLE | RIQUESA IMPOSABLE |
| Veïns                               | 12       | Alcalde  | 1                | 18 anys          | - | Territorial (rals / veí)            | 28.349                              |  |                   |                   |
| Habitants                           | 40       | Tinent   | -                | 19 anys          | - | Industrial (rals / veí)             | 4.817                               |  |                   |                   |
| Contribuents                        | 11       | Regidors | 2                | 20 anys          | - | Consum (rals / veí)                 | 743                                 |  |                   |                   |
|                                     |          | Síndics  | 1                | 21 anys          | - | TOTAL                               | 30.879                              |  |                   |                   |
| Suplents                            | 3        | 22 anys  | 1                |                  |   |                                     |                                     |  |                   |                   |
|                                     |          | 23 anys  | 1                |                  |   |                                     |                                     |  |                   |                   |
| 24 anys                             | -        |          |                  |                  |   |                                     |                                     |  |                   |                   |